# Брзава
Брзава (рум. Râul Bârzava) је река која извире у Банатским планинама (рум. Munții Banatului) у Румунској покрајини Караш−Северин (рум. județul Caraș-Severin).
Дужина реке од извора до ушћа износи 166 km, од тога 127 km кроз Румунију и 39 km кроз Србију. Улива се у реку Тамиш у Војводини, Србија, јужно од места Ботош.
Брзава је потпуно каналисани водени ток на територији општине Сечањ, који је укључен у ОКМ Хидросистем ДТД. Назива се и "Доња Брзава". Некад се звала "Burson".